# Adélaïde de Kiev
Pour les articles homonymes, voir Adélaïde.
Adélaïde de Kiev (prénom de naissance Ievpraxia, également Eupraxia ou Praxède ; en ukrainien : Євпра́ксія), née vers 1071 et morte le 20 juillet 1109 à Kiev, fut impératrice du Saint-Empire et reine de Germanie par son second mariage avec l'empereur Henri IV. Elle est la fille du grand-prince Vsevolod Ier de Kiev et membre de la dynastie des Riourikides. L'union avec Henri est dissoute par divorce en 1095.

## Biographie

### Enfance
Praxède est une fille cadette de Vsevolod Ier, grand-prince de Kiev, et de sa seconde épouse, Anna (morte en 1111) qui appartenait au peuple des Polovtses. De ce couple parental, elle a trois autres frères et sœurs connus : 
- Rostislav Vsevolodovitch (1070 – 26 mai 1093), noyé durant la retraite de la bataille de la rivière Stouhna contre les Polovtses ;
- Catherine Vsevolodovna (morte le 11 août 1108 selon la Chronique de Nestor) ;
- Maria Vsevolodovna (morte en 1089).

Vsevolod avait eu auparavant de sa première épouse Anastasia (épousée en 1046, morte en 1067), dite aussi Zoé ou Irène, fille de l'empereur byzantin Constantin IX Monomaque : Vladimir II Monomaque (1053 – 19 mai 1125), et Anna (Yanka) Vsevolodovna (morte le 3 novembre 1112), religieuse, qui visita Constantinople en 1089.
Elle est la petite-fille de Iaroslav le Sage (1019-1054), grand-prince de la Rus' de Kiev de la dynastie des Riourikides, sous le règne duquel la Rus' de Kiev connaît son apogée.

### Premier mariage
Praxède est mariée à Henri III le Long, comte de Stade en Saxe et margrave de la marche du Nord, fils du comte Lothaire-Udo II (ou Lothaire-Odon). Selon les chroniques, elle arriva avec une grande suite incluant une caravane de chameaux ainsi que des nombreuses et splendides robes et richesses.
Néanmoins, le couple n'a pas d'enfant et le comte Henri meurt en 1087, peu après la conclusion du mariage.

### Second mariage
Devenue veuve, Praxède, de grande beauté, a attiré l'attention de l'empereur Henri IV qui a également souhaité intensifier ses relations avec la Rus' de Kiev. En 1088, les deux se fiancèrent ; le mariage a eu lieu le 14 août 1089 à la cathédrale de Cologne. L'épouse qui s'était convertie à la foi catholique est couronnée immédiatement après sous le nom d'Adélaïde (en allemand : Adelheid).
Il n'a toutefois pas été aussi réussi que prévu : cette union restera stérile et le mariage a rapidement échoué. Henri a accusé sa femme d'être infidèle et d'avoir une relation extra-conjugale avec son beau-fils Conrad. Durant la campagne en Italie au cours de la querelle des Investitures, l'empereur emmène Adélaïde avec lui et la tient emprisonnée au monastère de San Zeno, près de Vérone. Elle s'échappe au début de 1093 et va à Canossa, où elle demande l'aide de la margravine Mathilde de Toscane et de son jeune mari Welf II, des ennemis de Henri IV. Sous l'influence de Mathilde, Conrad se rallie au camp pontifical s'opposant à son père et se fit couronner roi d'Italie.
Durant la période suivante, Adélaïde, soutenue par la margravine, accuse son époux de mauvais traitements. Au concile de Plaisance, en mars 1095, à la demande du pape Urbain II, elle fait une confession publique spectaculaire, qui parle de ces mauvais traitements, comme, entre autres, son exploitation en tant qu'esclave sexuelle dans des orgies royales. Des doutes sérieux subsisteraient quant à la véracité de ladite description ; en tout cas, Urbain II a saisi cette occasion pour excommunier Henri IV. Le divorce est prononcé cette même année.
Plus tard Adélaïde a été abandonnée de tous ses alliés. Elle quitte ensuite l'Italie pour la Hongrie puis elle se retira dans le monastère des Grottes de Kiev. Après la mort de Henri IV en 1106, et jusqu'à sa propre mort en 1109, elle devient nonne.